# Eugène Boudin
Eugène-Louis Boudin [buden] (12. července 1824, Honfleur – 8. srpna 1898, Deauville) byl francouzský malíř, představitel impresionismu a jeden z prvních krajinářů malujících přímo v přírodě.

## Biografie
Pracovat začal již ve svých deseti letech, kdy se stal jako syn lodivoda plavčíkem na vratkém parníku s plachtou uprostřed, proplouvajícím mezi Le Havre a Honfleuremem v ústí Seiny. V roce 1835 se rodina přestěhovala do Le Havre, kde si Boudinův otec otevřel obchod s psacími potřebami a obrazovými rámy a kde také mladý Boudin začal pracovat jako pomocník. O něco později si otevřel i svůj vlastní krámek. Eugène Boudin se seznámil s několika zdejšími malíři a začal jejich obrazy vystavovat ve svém obchodě. Malíři Constant Troyon, Jean-Francois Millet, Thomas Couture a Eugène Isabey nabádali Boudina, aby se začal sám věnovat malování. Na jejich popud, ve svých dvaadvaceti letech, zavřel svůj obchod a začal se věnovat hlavně malířství. V roce 1850 získal od města stipendium a mohl začít studovat v Paříži. Podnikal studijní cesty po Vlámsku, Benátkách a při zpáteční cestě po Bretani, ale stále zůstal věrný své vlasti Normandii.

Kanál v Bruselu, 1871

V roce 1857 se Boudin setkal s Claudem Monetem, který strávil několik měsíců práce s Boudinem v jeho ateliéru. Tito dva umělci zůstali celoživotními přáteli a Monet nakonec vzdal hold Boudinovu celoživotnímu dílu. Byl hluboce ovlivněný holandským uměním 17. století a po setkání s holandským malířem Johanem Bartholdym Jongkindem, který byl už v té době známý ve francouzských uměleckých kruzích, začal na jeho popud malovat v přírodě (en plein air). V roce 1859 se setkal s dalším umělcem, tentokrát s Gustavem Courbetem, který ho seznamuje s Charlesem Baudelairem. Na veřejnosti debutoval téhož roku v Pařížském salónu.

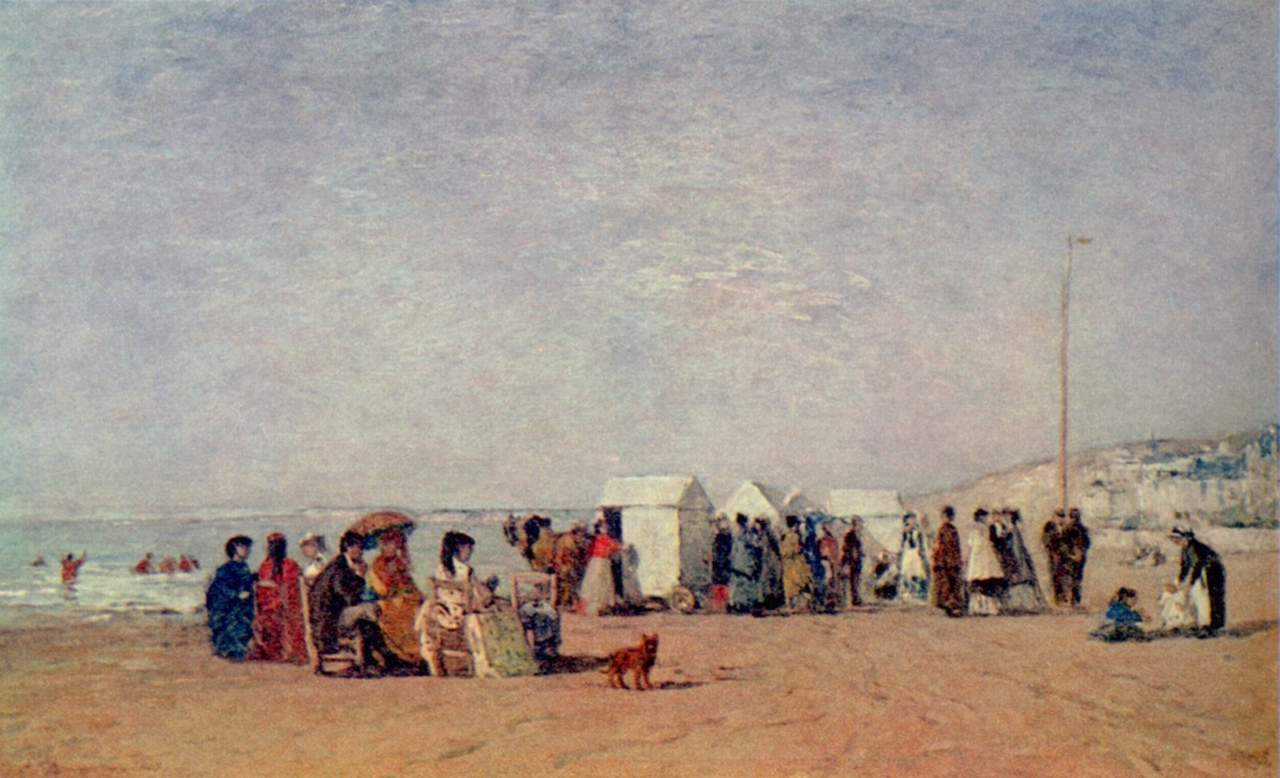
Pláž v Trouville, 1868

V dubnu roku 1874 se podílel na uspořádání první výstavy impresionistů v Nadarově fotografickém ateliéru v Paříži, kde také vystavoval, ale sám sebe nepovažoval za nějakého radikála, nebo novátora.

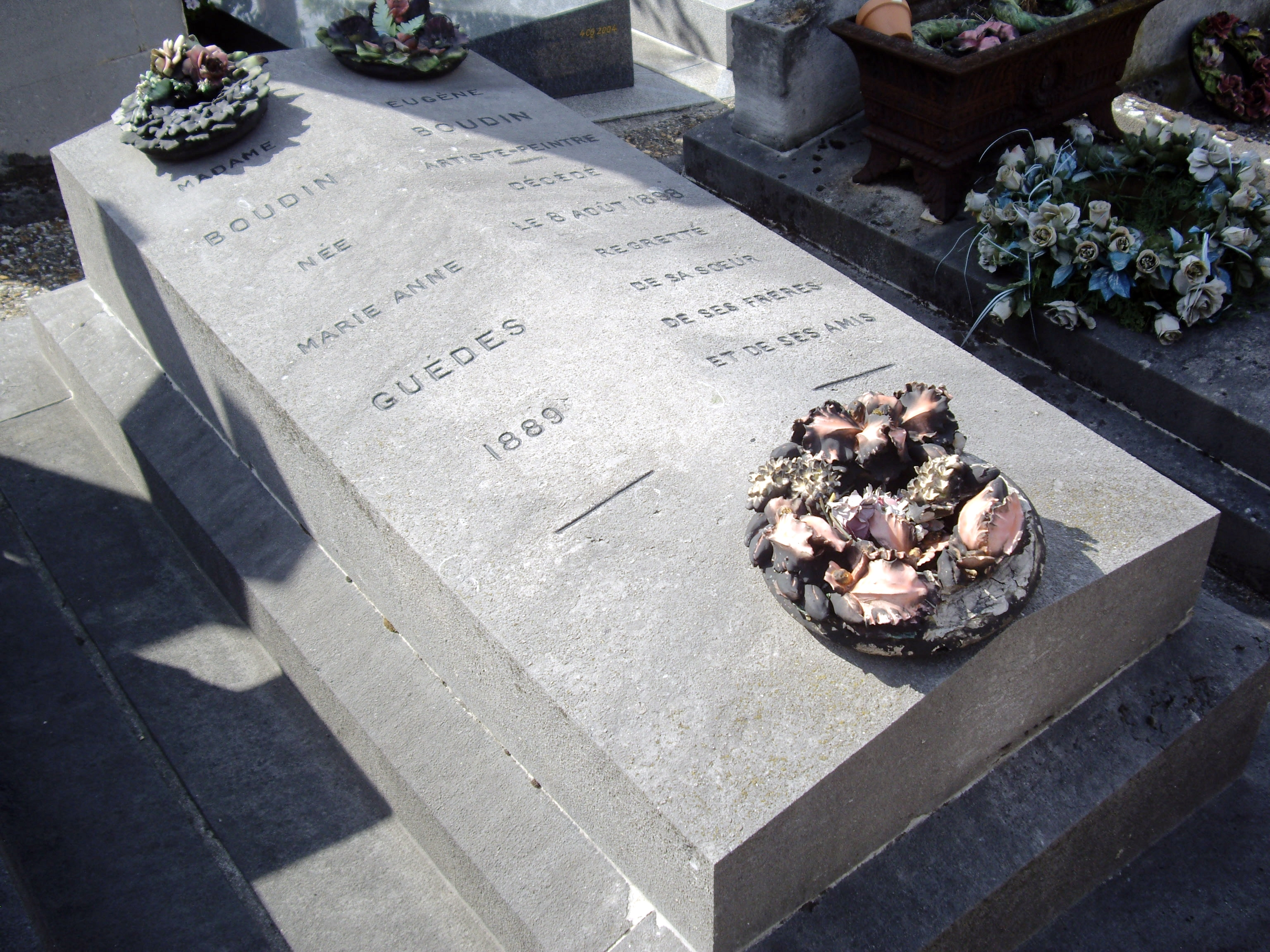
Hrob E. Boudina v Paříži ('Cimetière Saint-Vincent, 12^{e} division, Paris 18^{e'})

Boudinova rostoucí reputace mu dovolila podnikat cesty po světě. V roce 1870 navštívil Belgii, Holandsko a jižní Francii a v letech 1892 a 1895 znovu navštívil pracovně Benátky. Pokračoval ve vystavování svých děl v Pařížských salónech a jeho popularita stále stoupala, což mu napomohlo k získání několika ocenění včetně ocenění za třetí místo na Pařížském salónu v roce 1881 a zlaté medaile v roce 1889 na Světové výstavě (Exposition Universelle). V roce 1892 se Boudin stává rytířem čestné legie (Legion d'honneur), tak trochu pozdního uznání jeho talentu a vlivu na umění jeho současníků.
Ke konci svého života se už s podlomeným zdravím uchýlil na jih Francie, kde ale po krátké době zjistil, že mu změna neprospěla, a tak se vrátil znovu do svého milovaného Deauville, kde zanedlouho zemřel. Je pochován na pařížském hřbitově 'Cimetière Saint-Vincent' .
Díla z jeho pozůstalosti jsou z větší části vystavené v muzeu Eugène Boudina v Honfleuru a v Musée Malraux v Le Havre.

## Cena Eugène Boudina
Na počest Eugène Boudina byla založena tzv. Cena Eugène Boudina, kterou uděluje Société Nationale des Beaux-Arts. Mezi nositele této ceny byl nominován např. v roce 1989 Maurice Boitel.

## Galerie

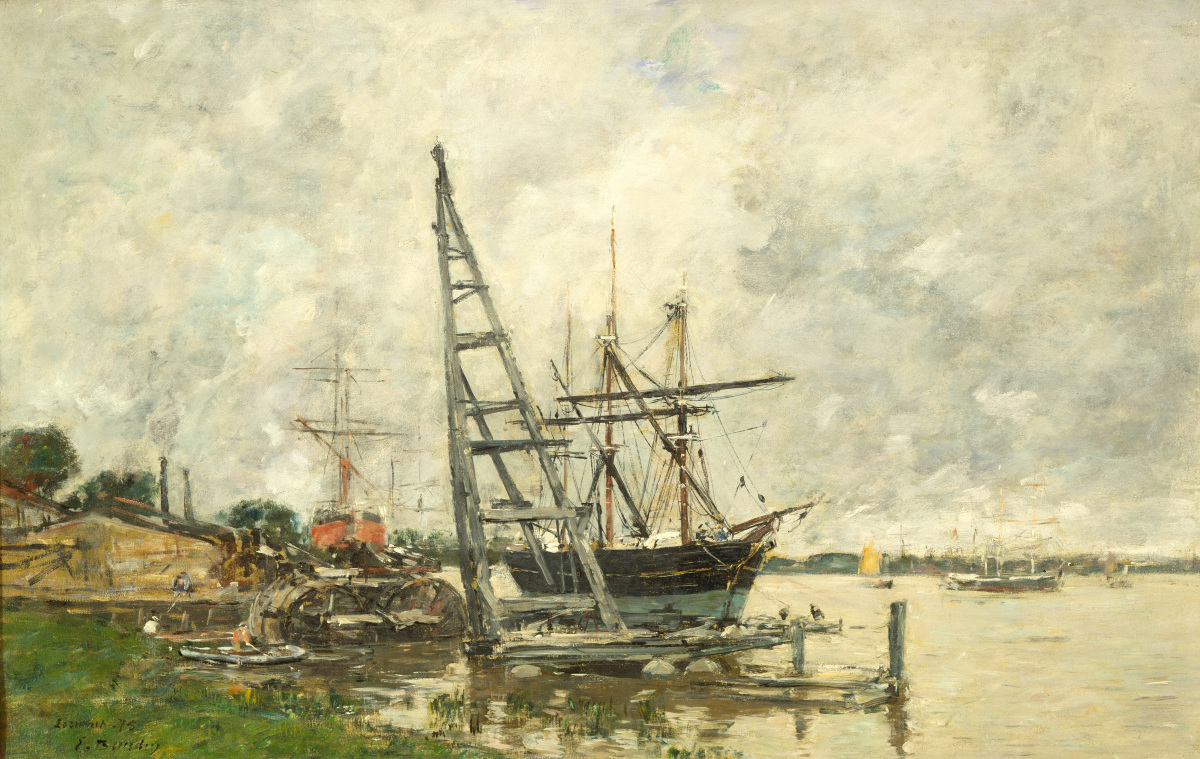
Přístav v Lormontu, 1875
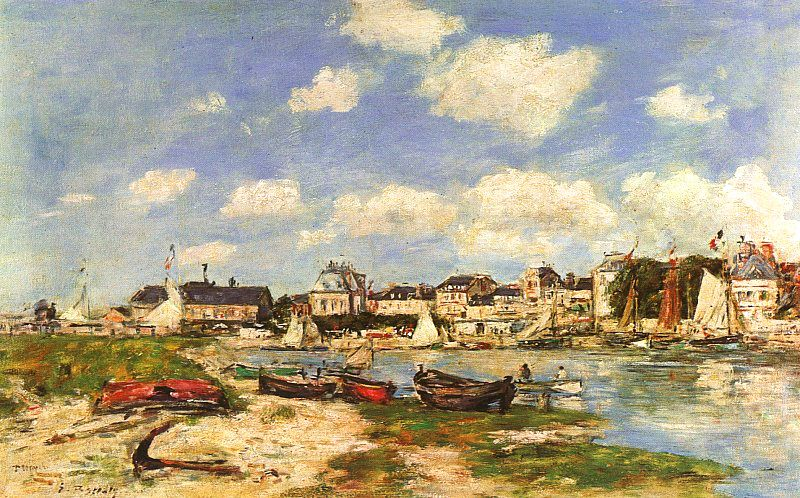
Trouville, 1864
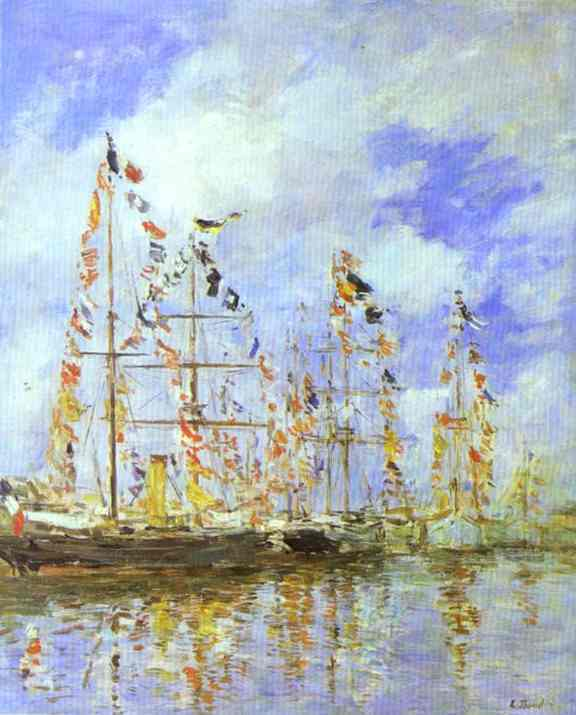
Trouville, 1896
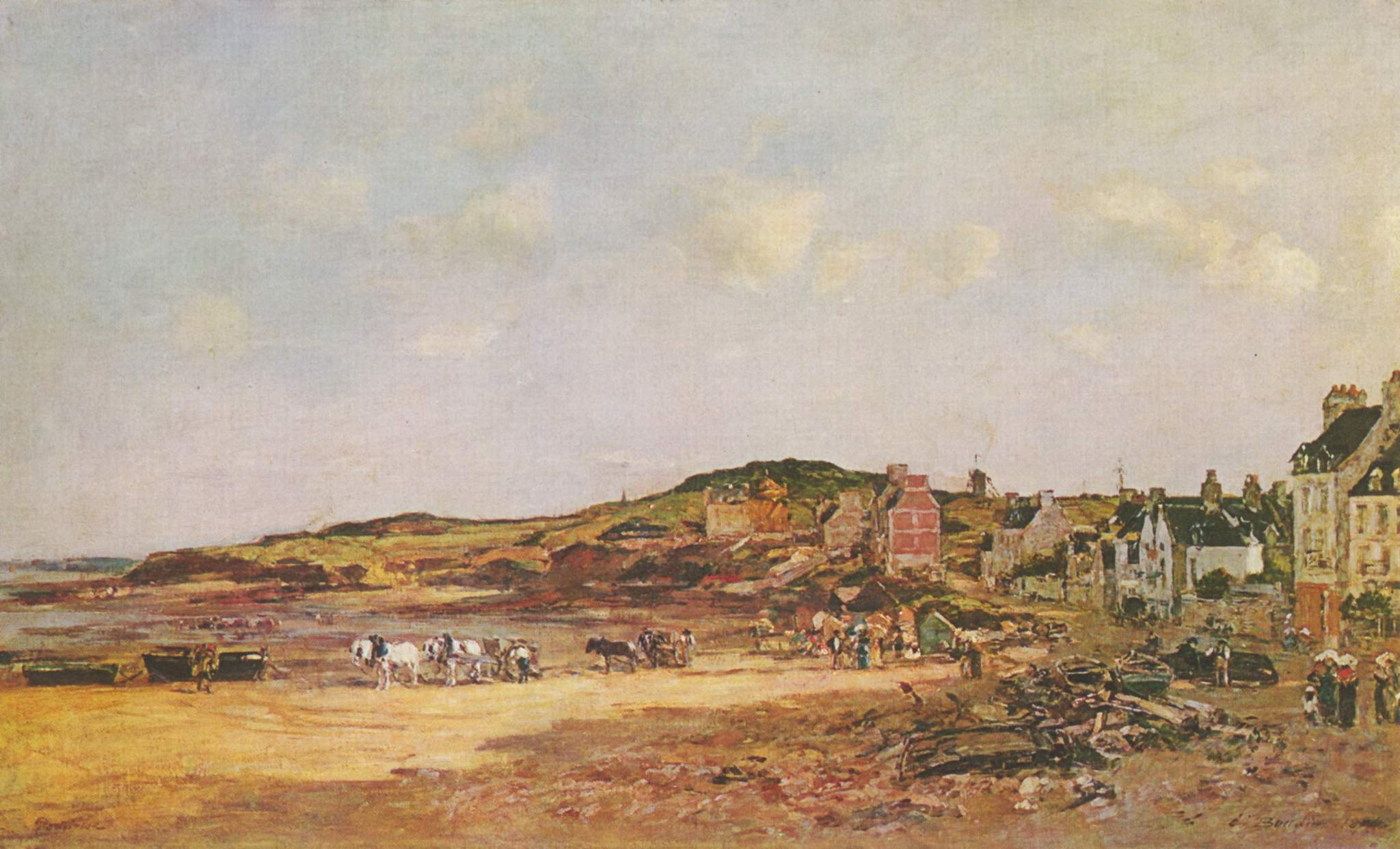
Portrieux, 1874
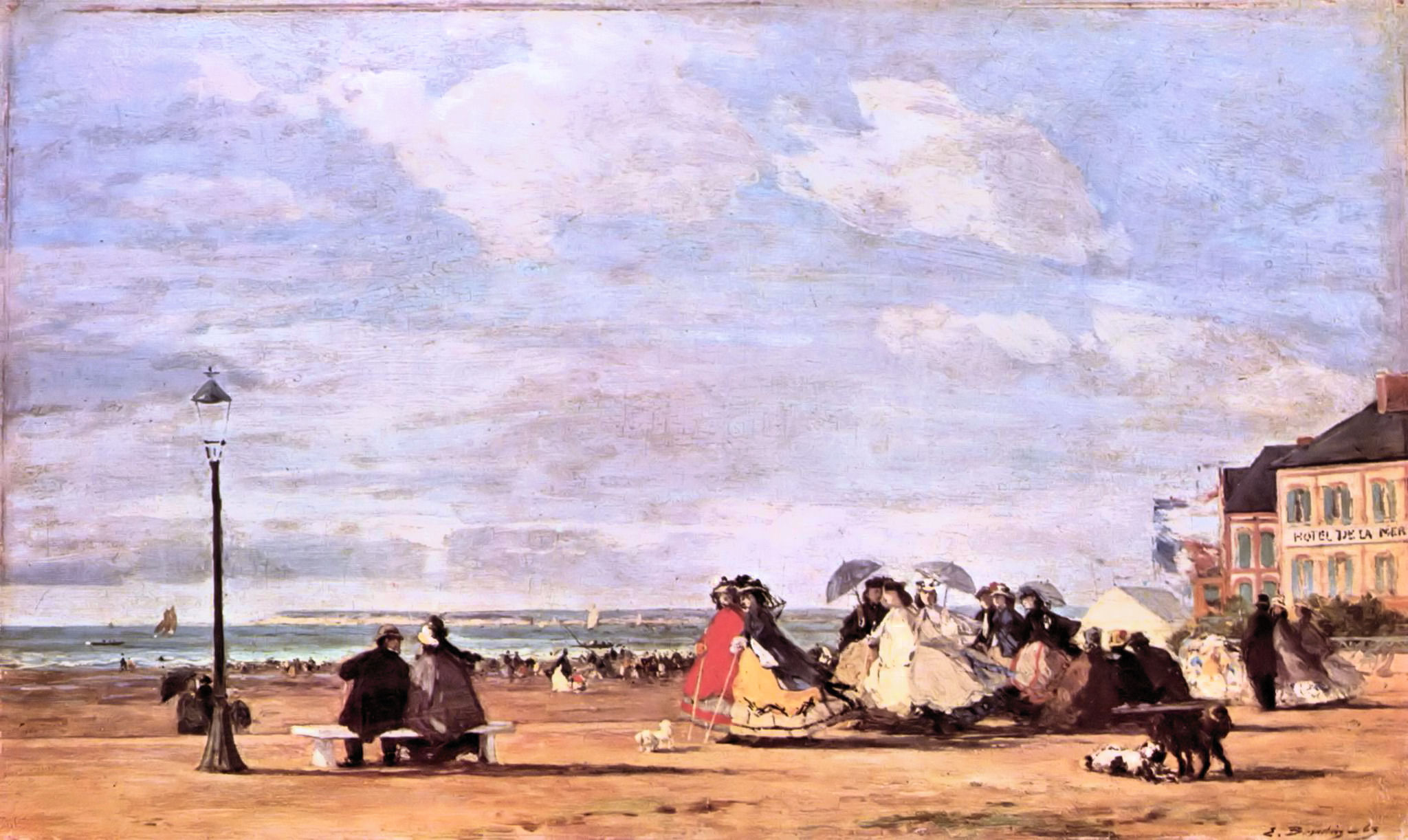
Císařovna Eugénie na pláži v Trouvill, 1863